# ジ・エドワーズ
ジ・エドワーズ（The Edwards）は、1967年に結成されたグループ・サウンズのバンド。1968年解散。

## メンバー
- 榊原さとし（ギター）本名：秦野 嘉王（はたの よしお）。解散後は芸映に入社し、初代マネージャーとして西城秀樹をプロデュースした。西城の独立後にオフィスAtoZを設立し、とんねるずをスターダムに押し上げた。
- 輿石秀之（ギター、ボーカル）1946年11月20日 -　元寺内タケシとバニーズ。後の大石吾朗。
- 早川昇（ベース）　元サンダーバーズ
- 酒井康男（ドラムス）1946年 - 2006年7月27日
- 麻紀タケシ（キーボード、ボーカル）　元エクサイターズ。後に安岡力也とシャープ・ホークスに参加。

## 概要
1967年6月、結成。全音プロに所属。デビュー当時は、初期ビートルズへの回帰をコンセプトにしていた。1968年に東芝音楽工業から2枚のシングルを発表したが、同年10月解散した。
解散後、輿石は大石吾朗に改名。CBSソニーからのソロ・デビューを経て、ニッポン放送/日本テレビの「コッキーポップ」で司会を務めた。
2枚のシングルのAB面全てが林春生の作詞、筒美京平の作曲・編曲だった。

## ディスコグラフィー

### シングル
- クライ・クライ・クライ／恋の日記（1968年2月1日、キャピトル）
- 虹の砂浜 (RAINBOW ON THE BEACH)／恋の終り (THE END OF MY LOVE) （1968年6月10日、エキスプレス）